# Angolmois
Angolmois (アンゴルモア 元寇合戦記, Angorumoa: Genkō kassen-ki, litt. « Angolmois : Chronique de l'invasion mongole ») est une série de manga écrite et dessinée par Nanahiko Takagi. L'histoire dépeint les combats sur l'île de Tsushima lors de la première invasion mongole, peu avant la bataille de Bun'ei en 1274. Le manga est lancé dans le magazine Samurai Ace (ja) de Kadokawa Shoten en février 2013, avant d'être déplacée sur le site ComicWalker (ja) en juillet 2014,. La version française est publiée par Meian depuis novembre 2019,.
Une adaptation en une série télévisée d'animation par le studio NAZ est diffusée pour la première fois au Japon entre le 11 juillet et le 26 septembre 2018,.

## Synopsis
Automne de l'an 11 de l'Ère Bun'ei (1274). Un groupe de prisonniers sont déportés sur l'île de Tsushima dont l'ancien gokenin du shogunat de Kamakura, Kuchii Jinzaburō. Malgré une traversée difficile sur une mer agitée, ils parviennent à débarquer à Tsushima mais la fille du gouverneur Sō, Teruhi, leur apprend la terrible situation de l'île. Une grande armée, constituée principalement de forces mongoles et coréennes mais aussi du peuple Jürchen, s'apprête à envahir le Japon en partant de la péninsule coréenne. Jinzaburō et les autres proscrits comprennent qu'ils ont été envoyés se battre pour Tsushima afin de constituer une première ligne de défense du Japon face aux envahisseurs. Ainsi, Teruhi leur ordonne d'aller « mourir pour Tsushima » et, bien que placé dans une situation extrêmement défavorable, le clan Sō se prépare tout de même à mener un assaut contre les Mongols en attendant les renforts de Kyūshū.

## Personnages

### Les proscrits
Kuchii Jinzaburō (朽井迅三郎)
Voix japonaise : Yūki Ono,
Il est le personnage principal, un samouraï et un excellent épéiste utilisant le style d'épée Gekei utilisé par Yoshitsune. Il était autrefois au service du shogunat de Kamakura, et il est l'un des prisonniers exilés de Hakozaki sur l'île de Tsushima. Il a été emprisonné pour avoir participé au soulèvement de février (ja), malgré le fait que son maître ait été gracié à titre posthume. Il avait une famille et sa fille est morte de la peste.
Onitakemaru (鬼剛丸)
Voix japonaise : Rikiya Koyama,
Un grand homme aux dents aiguisées. C'est un ancien pirate qui a été capturé par Jinzaburō, ce qui suscite un certain ressentiment pour ce dernier quand il le revoit. Il se bat avec une masse de guerre appelée kanabō.
Shiraishi Kazuhisa (白石和久)
Voix japonaise : Kenji Nomura,
Un ancien noble gokenin qui a perdu ses terres et son titre. Il préfère se battre à cheval.
Zhang Mingfu (張明福, Chō Minpuku, pinyin : Zhāng Míngfú)
Voix japonaise : Shirō Saitō (ja),
Un petit homme venant de la Chine des Song et un ancien marchand qui prétend avoir été l'homme le plus riche de Hakozaki et avoir caché un trésor.
Amushi (阿無志)
Voix japonaise : Shun Horie (ja),
Un garçon arrêté pour vol. Il a une excellente vision nocturne et sert souvent d'éclaireur pour le groupe.
Hitari (火垂)
Voix japonaise : Ryōta Takeuchi (ja),
Un homme distant qui est un excellent archer.
Dōen (導円)
Voix japonaise : Yūsuke Kobayashi,
Dōen est moine et médecin auto-proclamé.
Obusuma Saburō (男衾三郎)
Voix japonaise : Kenji Hamada,
Un ancien jitō qui a assassiné son frère. Il doute que la défense de l'île de Tsushima vaille la peine et tente de se ranger du côté des Mongols.

### Le clan Sō
Princesse Teruhi (輝日姫, Teruhi-Hime)
Voix japonaise : Lynn,
La princesse Teruhi est la fille de Sō Sukekuni, chef du clan Sō qui gouverne l'île de Tsushima.
Sō Sukekuni (宗助国)
Voix japonaise : Hidekatsu Shibata,
Il est le chef du clan Sō qui grouverne l'île de Tsushima. Il aime revivre son passé glorifié. Il meurt des mains des armées de Goryeo.
Abiru Yajirō (阿比留弥次郎)
Voix japonaise : Tatsuhisa Suzuki (ja),
Il est un soldat de Tsushima et le fils adoptif de Sō Sukekuni.
Kaitani Gontarō (貝谷権太郎)
Voix japonaise : Volcano Ōta (ja),
C'est un soldat qui est aussi responsable de la protection de la princesse Teruhi.
Kano (鹿乃)
Voix japonaise : Mikako Komatsu,
Elle est la servante de la princesse Teruhi.

### Les Purificateurs
Nagamine Hangan (長嶺判官)
Voix japonaise : Kenshō Ono (ja),
Il est le chef des Purificateurs (刀伊祓, Toi barai). Ils sont installés au château de Kanatanoki.
Tatsu (タツ)
Voix japonaise : Asumi Yoneyama,
Une jeune femme à la peau bronzée. C'est une féroce combattante et une plongeuse ama.
Sana (サナ)
Voix japonaise : Natsuko Hara,
Une jeune fille qui taquine souvent Amushi. Elle a un chat-léopard de Tsushima pour animal de compagnie.

### Le shogunat de Kamakura
Hōjō Tokimune (北条時宗)
Le shikken du shogunat de Kamakura.
Nagoe Tokiaki (名越時章)
Voix japonaise : Naomi Kusumi (ja)
Il fait partie du clan Hōjō. Il était un ami proche de Jinzaburō mais il meurt au cours du soulèvement de février (ja).
Ōkura Yorisue (大蔵頼季)
Voix japonaise : Yutaka Nakano (ja)
Il est le gardien du tokusō.
Shōni Kagesuke (少弐景資)
Voix japonaise : Shinnosuke Tachibana (ja),
Il est le grand général du shogunat de Kamakura et demande à Kuchii Jinzaburō d'aider à retarder les forces mongoles qui débarquent sur l'île de Tsushima.

### L'armée mongole
Kudun (クドゥン, Kudun)
Voix japonaise : Shō Hayami
Un maréchal (chinois simplifié : 元帥 ; pinyin : Yuánshuài) des forces mongoles.
Uriyan Edei (ウリヤンエデイ)
Voix japonaise : Kentarō Tone (ja),
Il est un membre de la famille royale mongole et un général d'un mingghan (en).
Liu Fuheng (劉復亨, Ryū Fukukō, pinyin : Liúfùhēng)
Voix japonaise : Takehito Koyasu,
Un vice-maréchal Jürchen.
Hong Dagu (洪茶丘, Kō Chakyū)
Voix japonaise : Kazuhiro Nakaya
Un vice-maréchal coréen.

### L'armée coréenne
Kim Bang-Gyeong (金方慶, Kin Hōkei)
Voix japonaise : Takashi Matsuyama,
Un général des forces Goryeo. Son fils était un commandant d'un mingghan tué par Kuchii Jinzaburō.

### Autres
L'empereur Antoku (安徳天皇, Antoku Tennō)
Voix japonaise : Akira Ishida,
Ancien enfant-empereur du Japon qui se serait noyé 90 ans auparavant. Il est l'arrière-grand-père de Teruhi.
Henri II le Pieux (ヘンリク2世, Henriku 2-sei)
Le duc de Silésie et Cracovie. Il a été tué par les Mongols.

## Productions et supports

### Manga
Angolmois (アンゴルモア 元寇合戦記) est écrit et dessiné par Nanahiko Takagi. La série est lancée dans le 5e numéro du magazine de prépublication de seinen manga Samurai Ace (ja), sorti le 26 février 2013. Elle a connu une pause à la suite de la cessation de la publication de Samurai Ace avec son dernier numéro paru le 27 décembre 2013. La série a été reprise et transférée sur le site web et application ComicWalker (ja) de Kadokawa à partir du 11 juillet 2014. Les chapitres sont rassemblés et édités dans le format tankōbon par Kadokawa Shoten avec le premier volume publié en février 2015 ; la série compte au total dix volumes tankōbon.
La suite de la série, intitulée Angolmois: Genkō kassen-ki - Hakata-hen (アンゴルモア 元寇合戦記 博多編, litt. « Arc Hakata »), est sortie avec un premier volume publié le 26 juillet 2019.
En octobre 2019, la maison d'édition Meian a annoncé l'obtention de la série en français, sous le titre « Angolmois : Chronique de l'invasion mongole », et dont les deux premiers volumes ont été publiés en novembre 2019,.

#### Liste des volumes

##### Angolmois
| no | Japonais        | Japonais          | Français         | Français          |
| no | Date de sortie  | ISBN              | Date de sortie   | ISBN              |
| -- | --------------- | ----------------- | ---------------- | ----------------- |
| 1  | 7 juillet 2015  | 978-4-04-102783-7 | 10 novembre 2019 | 978-2-36877-900-2 |
| 2  | 7 mars 2015     | 978-4-04-102784-4 | 10 novembre 2019 | 978-2-36877-901-9 |
| 3  | 26 juin 2015    | 978-4-04-103398-2 | 20 février 2020  | 978-2-36877-902-6 |
| 4  | 26 octobre 2015 | 978-4-04-103399-9 | 25 mai 2020      | 978-2-36877-903-3 |
| 5  | 26 février 2016 | 978-4-04-103936-6 | 29 juillet 2020  | 978-2-36877-904-0 |
| 6  | 26 août 2016    | 978-4-04-104407-0 | 16 octobre 2020  | 978-2-36877-905-7 |
| 7  | 10 mars 2017    | 978-4-04-104409-4 | 21 janvier 2021  | 978-2-36877-906-4 |
| 8  | 26 août 2017    | 978-4-04-104410-0 | 21 mai 2021      | 978-2-36877-907-1 |
| 9  | 26 mars 2018    | 978-4-04-106558-7 | 15 décembre 2021 | 978-2-36877-908-8 |
| 10 | 25 août 2018    | 978-4-04-106559-4 | 24 janvier 2022  | 978-2-36877-909-5 |

##### Angolmois: Genkō kassen-ki - Hakata-hen
| no | Japonais          | Japonais          |
| no | Date de sortie    | ISBN              |
| -- | ----------------- | ----------------- |
| 1  | 26 juillet 2019   | 978-4-04-108489-2 |
| 2  | 23 mars 2020      | 978-4-04-109229-3 |
| 3  | 24 septembre 2020 | 978-4-04-109918-6 |

### Romans
Une novélisation de la série par Bakagane a été publiée par Kadokawa Shoten avec un volume le 15 juin 2018, sous le titre Angolmois: Ihon genkō gassen-ki (アンゴルモア　異本元寇合戦記, litt. « Angolmois: Chronique d'une autre histoire de l'invasion mongole »)  (ISBN 978-4-04-256082-1). Un second roman est sorti le 15 octobre 2018  (ISBN 978-4-04-256086-9).

### Anime
Une adaptation en anime a été révélée par Kadokawa à leur stand lors de l'Anime Expo le 1er juillet 2017,. Elle a ensuite été annoncée comme étant une série télévisée d'animation réalisée par Takayuki Kuriyama au sein du studio d'animation NAZ, accompagné de Kumiko Habara comme assistant réalisateur, avec des scripts supervisés par Shogo Yasukawa, des character designs fournis par Masayori Komine, qui est aussi le chef animateur de la série, et accompagnée d'une bande originale composée par Shūji Katayama,. L'anime adapte l'histoire du manga jusqu'à la fin de l'« arc Tsushima », c'est-à-dire jusqu'au 10e volume de la série. La série est diffusée pour la première fois au Japon entre le 11 juillet et le 26 septembre 2018 sur SUN, et un peu plus tard sur Tokyo MX, KBS, TVA, TVQ et BS11,. Elle est composée de 12 épisodes répartis dans deux coffrets Blu-ray/DVD. Crunchyroll détient les droits de diffusion en simulcast de la série sous le titre Angolmois: Record of Mongol Invasion dans le monde entier, excepté en Asie, Australie et en Nouvelle-Zélande,. @Anime a sorti une intégrale de la série en DVD le 7 octobre 2020,.
La chanson de l'opening de la série, intitulée Braver, est produite parle groupe STRAIGHTENER, tandis que celle de l'ending, intitulée Upside Down, est réalisée par le groupe SHE'S (ja),.

#### Liste des épisodes
| No | Titre français                        | Titre japonais | Titre japonais       | Date de 1re diffusion |
| No | Titre français                        | Kanji          | Rōmaji               | Date de 1re diffusion |
| -- | ------------------------------------- | -------------- | -------------------- | --------------------- |
| 1  | Au bout du monde                      | 率土の最果て   | Sotto no saihate     | 11 juillet 2018       |
| 2  | Le Dieu guerrier de Sasu              | 佐須の戦神     | Sasu no Ikusagami    | 18 juillet 2018       |
| 3  | Le Moment d'attaquer                  | 攻め時         | Seme-ji              | 25 juillet 2018       |
| 4  | En route pour la capitale             | 国府へ         | Kokufu e             | 1er août 2018         |
| 5  | Détermination                         | 覚悟           | Kakugo               | 8 août 2018           |
| 6  | Après ma mort                         | この死の行く末 | Konoshi no yukusue   | 15 août 2018          |
| 7  | Kanatanoki                            | 金田城         | Kanatanoki           | 22 août 2018          |
| 8  | Le Coup d'épée de la trahison         | 背信の一太刀   | Haishin no hitotachi | 29 août 2018          |
| 9  | La Bataille du château de la montagne | 山城の攻防     | Yamashiro no kōbō    | 5 septembre 2018      |
| 10 | Mauvais présage                       | 凶兆           | Kyōchō               | 12 septembre 2018     |
| 11 | Le dieu Tendō de Tsushima             | 対馬の天道     | Tsushima no Tendō    | 19 septembre 2018     |
| 12 | Jusqu'au bout                         | 一所懸命       | Isshokenmei          | 26 septembre 2018     |

## Réception
La série a été classée quatorzième pour les lecteurs dans l'édition de 2016 du guide Kono Manga ga sugoi! de Takarajimasha après différents sondages menés auprès de plus de 400 professionnelles dans les domaines du manga et de l'édition.

### Annotations
1. ↑  La série est programmée pour la nuit du 10 juillet 2018 à 24 h 30, soit le 11 juillet à 0 h 30 JST.

### Sources
1. 1 2 3  (en) Karen Ressler, « Kadokawa Announces 2 New Anime Titles, Rising of the Shield Hero, Chio's School Road Staff : New anime based on manga, original time travel title revealed », sur Anime News Network, 1er juillet 2017 (consulté le 13 octobre 2019)
2. 1 2  (ja) « 幸村誠が「ボクより上手い。」と絶賛、元寇の戦い描く「アンゴルモア」1巻 », sur natalie.mu,‎ 10 février 2015 (consulté le 13 octobre 2019)
3. 1 2  (ja) « 蒙古の侵略描く元寇戦記、サムライAでたかぎ七彦が新連載 », sur natalie.mu,‎ 26 février 2013 (consulté le 13 octobre 2019)
4. 1 2  (ja) « たかぎ七彦「アンゴルモア」WEBで連載再開 », sur natalie.mu,‎ 11 juillet 2014 (consulté le 13 octobre 2019)
5. 1 2  « Meian Editions annoncent la sortie de Angolmois », sur manga-news.com, 11 octobre 2019 (consulté le 13 octobre 2019)
6. 1 2  « NOUVELLE LICENCE MEIAN : ANGOLMOIS DE TAKAGI NANAHIKO », sur Meian, 11 octobre 2019 (consulté le 13 octobre 2019)
7. 1 2  (en) Crystalyn Hodgkins, « Angolmois Anime Reveals July 10 Premiere, Visual, 9 More Cast Members : Shinnosuke Tachibana, Kensho Ono, Mikako Komatsu, more join cast », sur Anime News Network, 8 juin 2018 (consulté le 13 octobre 2019)
8. 1 2  (ja) « 放送・配信情報 », sur Site officiel (consulté le 13 octobre 2019)
9. 1 2 3 4 5 6 7 8 9 10 11 12 13 14 15 16 17 18 19 20 21 22  (ja) « スタッフ・キャスト », sur Site officiel (consulté le 13 octobre 2019)
10. 1 2  (ja) « アニメ「アンゴルモア」迅三郎役は小野友樹、輝日役はLynnで7月に放送開始 », sur natalie.mu,‎ 20 mars 2018 (consulté le 13 octobre 2019)
11. 1 2 3 4 5 6 7 8 9  (en) Jennifer Sherman, « Angolmois Historical TV Anime Reveals 9 More Cast Members : Straightener, SHE'S perform theme songs », sur Anime News Network, 8 mai 2018 (consulté le 13 octobre 2019)
12. 1 2 3 4 5 6 7 8 9  (ja) « 「アンゴルモア」に立花慎之介、小野賢章、小松未可子、子安武人ら9名追加 », sur natalie.mu,‎ 8 juin 2018 (consulté le 13 octobre 2019)
13. ↑  (en) Jennifer Sherman, « Angolmois Anime Casts Akira Ishida as Antokutei : Character designs for Tatsu, Sana also revealed », sur Anime News Network, 13 août 2018 (consulté le 13 octobre 2019)
14. ↑  (ja) « サムライエース休刊、ヤマトタケル・光圀伝などは継続予定 », sur natalie.mu,‎ 27 décembre 2013 (consulté le 13 octobre 2019)
15. ↑  (ja) « 【7月25日付】本日発売の単行本リスト », sur natalie.mu,‎ 25 juillet 2015 (consulté le 13 octobre 2019)
16. ↑  (ja) « たかぎ七彦「アンゴルモア 元寇合戦記」10巻記念し、初のサイン会を開催 », sur natalie.mu,‎ 9 août 2018 (consulté le 13 octobre 2019)
17. ↑  (ja) « 元寇の戦いを描いた「アンゴルモア 元寇合戦記」舞台は博多へ、続編1巻 », sur natalie.mu,‎ 26 juillet 2019 (consulté le 13 octobre 2019)
18. ↑  (ja) « 「ちおちゃんの通学路」「アンゴルモア」などKADOKAWA4作アニメ化 », sur natalie.mu,‎ 2 juillet 2017 (consulté le 13 octobre 2019)
19. ↑  (en) Rafael Antonio Pineda, « Angolmois Anime to Cover End of Manga's 'Tsushima' Arc », sur Anime News Network, 22 août 2018 (consulté le 13 octobre 2019)
20. ↑  (en) Rafael Antonio Pineda, « Angolmois Anime Listed With 12 Episodes », sur Anime News Network, 11 juillet 2018 (consulté le 13 octobre 2019)
21. ↑  (en) Karen Ressler, « Crunchyroll Adds 7 More Summer Simulcast Series : Planet With, Phantom in the Twilight, Angolmois, Calamity of a Zombie Girl, Gintama, Late Night! The Genius Bakabon, The Journey Home », sur Anime News Network, 3 juillet 2018 (consulté le 13 octobre 2019)
22. ↑  GoToon, « ANNONCE : Phantom in the Twilight, Planet With, Angolmois… nouvelle vague d'animés à suivre cet été sur Crunchyroll : Les annonces simulcast continuent », sur Crunchyroll, 3 juillet 2018 (consulté le 13 octobre 2019)
23. ↑  « L'anime Angolmois: Chronique de l'invasion mongole en DVD chez @Anime », sur manga-news.com, 27 mars 2020 (consulté le 27 mars 2020)
24. ↑  « La sortie de l'intégrale DVD d'Angolmois se précise chez @Anime », sur manga-news.com, 11 septembre 2020 (consulté le 18 décembre 2020)
25. ↑  (ja) « アニメ「アンゴルモア元寇合戦記」OPテーマをストレイテナー、EDテーマをSHE'Sが担当 », sur natalie.mu,‎ 8 mai 2018 (consulté le 13 octobre 2019)
26. ↑  (ja) « ストレイテナー新曲MVにバンドの変遷たどる演出も », sur natalie.mu,‎ 12 juillet 2018 (consulté le 13 octobre 2019)
27. ↑  (en) Karen Ressler, « Kono Manga ga Sugoi! Reveals 2016's Series Ranking for Male Readers : Dungeon Meshi, Golden Kamui, Kuro Hakubutsukan: Ghost and Lady top list », sur Anime News Network, 10 décembre 2015 (consulté le 13 octobre 2019)

### Œuvres
Édition japonaise
Angolmois: Genkō kassen-ki
1. 1 2  (ja) « アンゴルモア　元寇合戦記　１ », sur Kadokawa (consulté le 13 octobre 2019)
2. 1 2  (ja) « アンゴルモア　元寇合戦記　２ », sur Kadokawa (consulté le 13 octobre 2019)
3. 1 2  (ja) « アンゴルモア　元寇合戦記　３ », sur Kadokawa (consulté le 13 octobre 2019)
4. 1 2  (ja) « アンゴルモア　元寇合戦記　４ », sur Kadokawa (consulté le 13 octobre 2019)
5. 1 2  (ja) « アンゴルモア　元寇合戦記　５ », sur Kadokawa (consulté le 13 octobre 2019)
6. 1 2  (ja) « アンゴルモア　元寇合戦記　６ », sur Kadokawa (consulté le 13 octobre 2019)
7. 1 2  (ja) « アンゴルモア　元寇合戦記　７ », sur Kadokawa (consulté le 13 octobre 2019)
8. 1 2  (ja) « アンゴルモア　元寇合戦記　８ », sur Kadokawa (consulté le 13 octobre 2019)
9. 1 2  (ja) « アンゴルモア　元寇合戦記　９ », sur Kadokawa (consulté le 13 octobre 2019)
10. 1 2  (ja) « アンゴルモア　元寇合戦記　１０ », sur Kadokawa (consulté le 13 octobre 2019)

Angolmois: Ihon genkō gassen-ki
1. ↑  (ja) « アンゴルモア　異本元寇合戦記 », sur Kadokawa (consulté le 13 octobre 2019)
2. ↑  (ja) « アンゴルモア２　異本元寇合戦記 », sur Kadokawa (consulté le 13 octobre 2019)

Angolmois: Genkō kassen-ki - Hakata-hen
1. 1 2  (ja) « アンゴルモア　元寇合戦記　博多編　（１） », sur Kadokawa (consulté le 13 octobre 2019)
2. 1 2  (ja) « アンゴルモア　元寇合戦記　博多編　（２） », sur Kadokawa (consulté le 19 février 2020)
3. 1 2  (ja) « アンゴルモア　元寇合戦記　博多編　（３） », sur Kadokawa (consulté le 18 décembre 2020)

Édition française
Angolmois
1. 1 2  « Angolmois - Tome 01 », sur Meian (consulté le 13 octobre 2019)
2. 1 2  « Angolmois - Tome 02 », sur Meian (consulté le 13 octobre 2019)
3. 1 2  « Angolmois - Tome 03 », sur Meian (consulté le 19 février 2020)
4. 1 2  « Angolmois - Tome 04 », sur Meian (consulté le 7 août 2020)
5. 1 2  « Angolmois - Tome 05 », sur Meian (consulté le 7 août 2020)
6. 1 2  « Angolmois - Tome 06 », sur Meian (consulté le 18 décembre 2020)
7. 1 2  « Angolmois - Tome 07 », sur Meian (consulté le 18 décembre 2020)
8. 1 2  « Angolmois - Tome 08 », sur Meian (consulté le 2 novembre 2021)
9. 1 2  « Angolmois - Tome 09 », sur Meian (consulté le 2 novembre 2021)
10. 1 2  « Angolmois - Tome 10 », sur Meian (consulté le 2 novembre 2021)